# Kerri Walsh
Kerri Lee Walsh, née le 15 août 1978 à Saratoga (Californie), est une joueuse de volley-ball et de beach-volley américaine.
Après une carrière universitaire ponctuée de deux titres NCAA et de nombreuses récompenses individuelles, elle dispute une première fois les Jeux olympiques, en volley-ball, avant de faire carrière en beach-volley, remportant trois titres olympiques consécutifs avec Misty May-Treanor, en 2004 à Athènes, 2008 à Pékin et 2012 à Londres. Elle obtient une quatrième médaille olympique, le bronze, lors des Jeux de 2016 à Rio de Janeiro, avec April Ross.

## Biographie

### Jeunesse et carrière universitaire
Kirri Walsh, née le 15 août 1978 à Santa Clara en Californie, est la fille d'un joueur de ligue mineure de baseball et d'une grande joueuse de volley-ball, avec l'université de Santa Clara.
Débutant le volley-ball dès l'âge de dix ans, elle pratique également le basket-ball. Elle pratique ces deux disciplines à la Archbishop Mitty High School de San José en Californie. Lors de sa deuxième année, elle souffre de Tendinopathie de la coiffe des rotateurs, maladie concernant l'épaule. Avec cette école, elle est nommée Gatorade Player of the Year awards 1996.
Elle rejoint l'université Stanford pour évoluer avec l'équipe du Cardinal de Stanford. En 1996, elle remporte le championnat NCAA de volley-ball en battant d'Hawaï en finale, étant de plus désignée joueuse du tournoi final. Elle remporte également l'édition suivante, face à Penn State, et dispute une troisième finale en quatre ans en 1999, perdue face à Penn State. Cette même année, elle est désignée National Player of the Year, avec la joueuse de Penn State Lauren Cacciamani. Elle est la deuxième joueuse de l'histoire à être nommée à quatre reprises dans la première équipe All America après Bev Oden (en). Avec Stanford, elle présente un bilan de 122 victoires et 11 défaites, et remporte également quatre fois le titre de la Pacific-12 Conference.
Sa dernière année est perturbée par un problème d'épaule. Don Shaw, son entraîneur à Stanford, la place au poste de passeur. Elle doit aussi utiliser son bras gauche pour les services. Diminuée physiquement, cela l'oblige ainsi à développer son sens tactique, d'anlyse du jeu adverse et de perfectionner son placement.

### Volley-ball avec les États-Unis
Elle rejoint alors la sélection américaine de volley-ball. Elle est retenue pour disputer les Jeux olympiques. Trente minutes avant le début de la première rencontre, elle se voit interdire de jouer, un contrôle antidopage révélant un niveau de testostérone et d'épitestostérone trop élevé. Après un deuxième contrôle qui s'avère négatif, elle est finalement autorisée à reprendre la compétition. L'équipe des États-Unis termine celle-ci à la quatrième place, battue en demi-finale par la Russie en cinq sets, et par le Brésil lors du match pour la troisième place.

### Débuts en beach-volley et premier titre olympique
Après les Jeux, Misty May, qui a également participé aux Jeux olympiques, mais dans la discipline du beach-volley, avec Holly McPeak, contacte Kirri Walsh et la convainc à venir faire un essai en Californie du Sud. Durant ces quelques jours, Barbara May, la mère de Misty, est à l'origine d'une décision qui aura des conséquences sur la vie privée de Walsh : elle demande à Casey Jennings, un joueur professionnel de volley-ball de venir disputer quelques matchs contre cette nouvelle paire. Malgré les incompréhensions du monde du beach-volley qui ne comprend pas la décision de Misty May de passer d'une partenaire qui figure parmi les meilleures de l'histoire à une joueuse inexpérimentée dans cette discipline, la paire est formée. Celle-ci remporte son premier tournoi professionnel à Oceanside en Californie sur le circuit BVA (Beach Volleyball America). Elles remportent leur premier tournoi sur le circuit FIVB lors de leur cinquième tentative, à Espinho. Sur ce circuit, elles terminent la saison par trois finales consécutives.
L'année suivante, la paire dispute onze tournois du circuit FIVB, son plus mauvais résultat étant une neuvième place. Sur tous les autres tournois, elles participent aux demi-finales, remportant cinq titres et perdant trois fois en finale. Lors de la saison 2003, leurs résultats progressent encore ; sur le circuit américain AVP (Association of Volleyball Professionals), elles remportent les huit tournois auxquels elles participent ; sur le circuit FIVB, elles remportent cinq des huit tournois qu'elles disputent disputant au minimum les demi-finales lors des trois autres tournois. Les championnats du monde 2003 à Rio de Janeiro figurent parmi ces cinq victoires. Elles remportent la victoire par deux sets à un en demi-finale face aux Australiennes Natalie Cook-Nicole Sanderson, puis deux sets à zéro à face la paire brésilienne  Adriana Behar-Shelda Bede.
La collaboration entre les deux joueuses continue la saison suivante, où elles remportent sept victoires sur le circuit américain. Sur le circuit international FIVB, elles remportent quatre tournois sur la première partie de l'année, puis Walsh remporte deux des trois tournois qu'elle dispute avec Rachel Wacholder, Mitsy May souffrant de lésion abdominale. Walsh et May sont de nouveau associées pour les Jeux olympiques.
Après avoir entamé son tournoi olympique par trois victoires en deux sets en phase de poule, le duo Kerri Walsh-Misty May élimine une paire chinoise, Tian Jia-Wang Fei, en huitièmes de finale, puis la paire canadienne Dumont-Martin en quarts de finale. La demi-finale les opposent à la paire américaine Holly McPeak-Elaine Youngs qui s'incline 21-17 et 21-11. En finale, la paire Kerri Walsh-Misty May s'impose en deux sets, 21-17 et 21-11, face à la paire Adriana Behar-Shelda Bede.

### Domination mondiale et deuxième titre olympique

Kerri Walsh lors des Jeux de 2008.

Kerri Walsh et sa coéquipière, désormais connue sous le nom Misty May-Treanor — elle s'est mariée en novembre 2004 avec Matt Treanor — continuent de dominer le beach-volley féminin : elles disputent treize tournois du circuit américain, remportant dix victoires et finissant trois fois finalistes, et sept tournois sur le circuit FIBV, six victoires et une finale. La victoire en finale des championnats du monde disputés à Berlin, face à la paire brésilienne Larissa et Juliana, fait partie de ces six victoires. Le bilan est sensiblement le même la saison suivante : quatorze victoires et deux finales en seize tournois du circuit américain et trois victoires et deux finales en huit tournois du circuit FIBV, le plus mauvais résultat étant une cinquième place.
Lors de l'année 2007, la paire américaine devient la première paire, homme ou femme, à remporter un troisième titre mondial consécutif lors des championnats du monde de Gstaad. Elles s'imposent face à une paire chinoise, Jia Tian et Jie Wang. Sur ce circuit FIBV, elles remportent six victoires et terminent une fois troisième. Sur le circuit américain, elles remportent treize victoires, terminent deux fois finaliste et une fois troisième.
Elles débutent l'année 2008 par une succession de victoires sur le circuit américain, où, en fin de saison, Walsh totalise douze victoires, une deuxième place et deux troisième place. En juin, elle remporte trois tournois FIVB consécutifs, à Berlin, Paris et Stavanger.
Lors des Jeux olympiques, la paire Kerri Walsh-Misty May-Treanor remporte ses trois rencontres de poule, puis élimine une paire belge en huitièmes de finale, et une paire brésilienne en quarts de finale. En demi-finale, elles affrontent une autre paire brésilienne, Talita - Renata et l'emportent 21-12, 21-14. Leur adversaire en finale est la paire chinoise Tian - Wang. La rencontre, très disputée avec par exemple 18 scores nuls durant le premier set, se termine sur le score de 21-18, 21-18.

### Troisième titre olympique
Peu après ce titre, une autre paire américaine, Elaine Youngs et Nicole Branagh, met un terme à la série de 112 matchs et 19 titres de Walsh-May-Treanor en s'imposant 21-19, 10-21, 25-23 en finale d'un tournoi du circuit américain AVP à Mason dans l'Ohio. Ce match, disputé en 1 h 45, constitue la première défaite des championnes olympiques depuis un an, déjà face à la même paire.

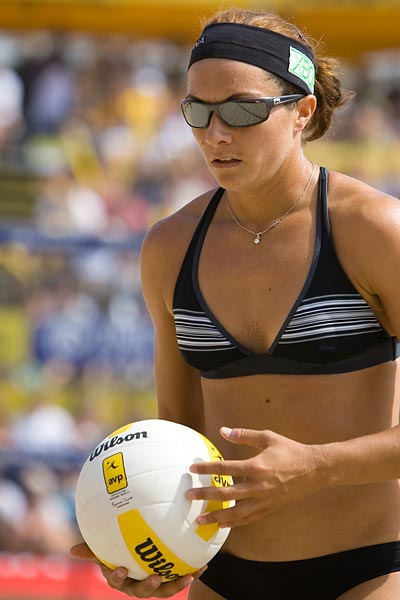
Misty May-Treanor, ici en 2007, remporte trois médailles d'or olympiques avec Kerri Walsh Jennings.

En octobre 2008, May-Treanor se rompt le talon d'Achille lors d'une répétition pour l'émission de télé-réalité Dancing with the Stars. En mai 2009, Kerri Walsh Jennings met au monde son premier fils.
De nouveau enceinte, elle mettra au monde son deuxième fils en mai, sa partenaire May-Treanor dispute la saison 2010 avec Nicole Branagh. Cette même année, May-Treanor décide de se retirer une année, sans certitude de reprendre après cette pause. Kerri Walsh prend alors comme partenaire Nicole Branagh en vue de la saison 2011. Cette paire, qui a déjà remporté ensemble un tournoi FIBV en octobre 2008 à Dubai, remporte le tournoi de Phuket en novembre. Après la décision de May-Treanor de reprendre la compétition, Kerri Walsh trouve un accord amiable avec Branagh et retourne avec son ancienne partenaire.
Pour la première fois depuis le début de leur collaboration, Walsh Jennings et May-Treanor perdent un set aux Jeux olympiques, lors de cette édition de Londres, lors du troisième match de poule face à une paire autrichienne.
Elles remportent leur troisième titre olympique en s'imposant face à une autre paire américaine, April Ross et Jennifer Kessy, victorieuse en demi-finale de la paire brésilienne Larissa et Juliana sur le score de 15-21, 21-19 et 15-12. Walsh et May-Treanor s'impose 21-16, 21-16 en 36 minutes. Walsh Jennings et May-Treanor ont remporté 21 matchs consécutifs en trois olympiades, disputant 43 sets pour seulement un set perdu.
Alors que les deux équipes se congratulent, Walsh Jennings glisse à l'oreille d'April Ross « Okay, let's go get gold in Rio », celle-ci lui répondant « Yeah, of course, like let's do it. I'm in ». En effet, Misty May-Treanor a annoncé mettre un terme à sa carrière pour former une famille avec son mari Matt Treanor, un receveur de baseball qui évolue dans les Ligues majeures,.

### Nouvelle partenaire
April Ross joue avec Jennifer Kessy jusqu'au tournoi Grand Chelem 2013 de Berlin, Kessy interrompant sa carrière pour fonder une famille. Walsh Jennings et Ross dispute leur premier tournoi du FIVB Beach Volley World Tour 2013 en Suisse à Gstaad pour un tournoi grand chelem en juillet. Plus tard dans l'année, elles remportent leur premier tournoi lors du tournoi grand chelem de Sao Paulo. Elles remportent également le tournoi grand chelem de Xiamen en Chine, ce qui permet à Kerri Walsh Jennings de remporter son 113e tournoi et de battre le record détenu par May-Treanor. Son bilan se décompose alors en 66 victoires sur le circuit AVP, 46 sur le circuit FIVB et une sur le circuit BVA. Ces 113 victoires sont obtenues en 189 tournois disputés, dont 143 où elle dispute la finale.
Elles remportent quatre tournois du World Tour 2014, en Chine, à Moscou, à Stavanger, à Long Beach, terminant troisième paire de la saison. Pour la troisième année consécutive, est récompensée du Most Outstanding player, meilleure joueuse du circuit FIBV.
Leurs meilleurs résultats de la saison 2015 sont une troisième place en Chine, une quatrième à Gstaad et une deuxième à Long Beach. Lors du tournoi de Gstaad, pour la deuxième fois en 44 jours, elle se disloque l'épaule. Malgré cette blessure, elle participe aux championnats du monde de La Haye aux Pays-Bas. Avec Ross, elles s'inclinent en huitième de finales face à une paire chinoise en trois sets. Elle doit finalement subir sa cinquième opération de l'épaule en septembre.

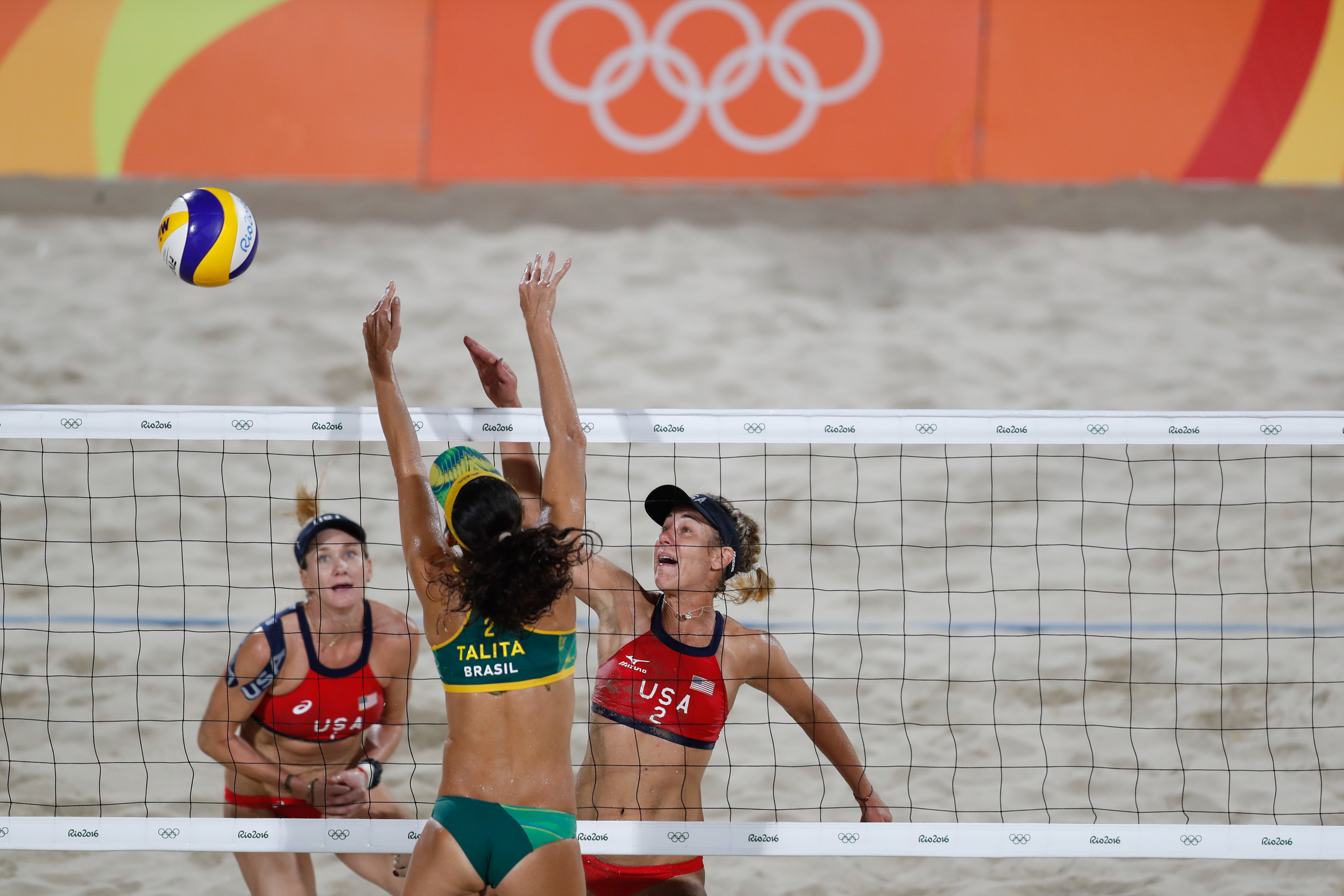
Match pour la médaille de bronze aux Jeux de Rio.

Son indisponibilité dure jusqu'au mois de mars 2016. Malgré cette absence, la paire américaine arrive à remplir les conditions pour se qualifier pour les Jeux olympiques, participer à douze tournois et terminer parmi les quinze premières paires,. Elles remportent le tournoi de Rio, terminent deuxième à Vitória, troisième à Xiamen en Chine. La semaine suivante, elle remporte le tournoi de Fuzhou, toujours en Chine, tournoi où elle obtient sa 600e victoire. Elles s'imposent à Cincinnati et Moscou, puis terminent quatrième à Hambourg et deuxième à Gstaad.
Lors du tournoi olympique, elles se qualifient pour les huitièmes de finale où elles éliminent une paire italienne en deux sets. C'est sur ce même score qu'elles se qualifient pour la demi-finale en battant une paire australienne. Elles rencontrent la paire brésilienne composée de Ágatha et Bárbara, paire détentrice du titre mondial. Cette paire s'imposant en deux sets 22-20 et 21-18. C'est la première défaite, après 26 victoires, de Kerri Walsh Jennings dans les compétitions de beach-volley aux Jeux olympiques. Lors du match pour la médaille de bronze, la paire américaine est confrontée à une autre paire brésilienne, Larissa et Talita. Les Américaines s'imposent en trois sets, 17-21, 21-17 et 15 à 9 au set décisif,,.

## Palmarès
Kerri Walsh participe à cinq éditions des Jeux olympiques. En 2000, à Sydney, elle termine à la quatrième place du tournoi de volley-ball en salle avec la sélection américaine.
Quatre ans plus tard, en 2004 à Athènes, elle pratique le beach-volley-ball, devenant championne olympique avec Misty May. Elle conserve ce titre avec cette partenaire lors de l'édition 2008 de Pékin. En 2012, la paire qu'elle compose avec Misty May-Treanor remporte son troisième titre consécutif. Pour l'édition 2016 de Rio de Janeiro, Kerri Walsh Jennings remporte une médaille de bronze, avec April Ross.
Lors des championnats du monde, elle remporte trois titres mondiaux consécutifs, en 2003 à Rio de Janeiro, 2005 à Berlin et 2007 à Gstaad. En 2011, à Rome, elle obtient la médaille d'argent.
La Fédération internationale de volley-ball, (FIVB), attribue plusieurs récompenses chaque année. Désignée most outstanding, meilleure joueuse, en 2007, Kerri Walsh remporte ensuite cette distinction trois fois consécutivement, de 2012 à 2014. Lors de cette même année 2014, elle est récompensée des titres de meilleure contreuse, FIVB’s Best Blocker, meilleure joueuse offensive, Best Offensive Player et joueuse la plus inspirée, Most Inspirational Player. Elle a déjà reçu certain de ces titres dans le passé, en 2005, 2006, 2007, 2008, 2011 et 2012 pour le titre de meilleure contreuse, en 2007 avec Misty May-Treanor pour le titre de meilleure joueuse offensive, 2011, 2012— avec Misty May-Treanor — pour le titre de joueuse la plus inspirée. Elle est également du meilleur esprit sportif, Sportsperson, en 2005 et 2006, avec Misty May-Treanor en 2007 et 2008, puis de nouveau en 2012. Elle est également désignée meilleure attaquante, Best Hitter Player en 2005, 2006, 2007 et 2012.